# São Gregório (Arraiolos)
São Gregório is een plaats (freguesia) in de Portugese gemeente Arraiolos en telt 396 inwoners (2001).